# ساوث توكسون
ساوث توكسون (بالإنجليزية: South Tucson, Arizona)‏ هي مدينة تقع في مقاطعة بيما، أريزونا بولاية أريزونا في الولايات المتحدة. تبلغ مساحتها 2.6 (كم²)، وترتفع عن سطح البحر 739 م، بلغ عدد سكانها 5652 نسمة في عام 2010 حسب إحصاء مكتب تعداد الولايات المتحدة وتصل الكثافة السكانية فيها 2139.2 نسمة/كم2.

## التركيبة السكانية
حدّد مكتب تعداد الولايات المتحدة بيانات التركيبة السكانية لساوث توكسون في تعداد الولايات المتحدة. في ما يلي، التركيبة السكانية حسب تعدادي 2000 و2010.

### تعداد عام 2000
بلغ عدد سكان ساوث توكسون 5,490 نسمة بحسب تعداد عام 2000، وبلغ عدد الأسر 1,810 أسرة وعدد العائلات 1,125 عائلة مقيمة في المدينة. في حين سجلت الكثافة السكانية 2,063.9 نسمة لكل كيلومتر مربع (5,345.5/ميل2). وبلغ عدد الوحدات السكنية 2,059 وحدة بمتوسط كثافة قدره 774.1 لكل كيلومتر مربع (2,004.9/ميل2).
وتوزع التركيب العرقي للمدينة بنسبة 43.46% من البيض و2.31% من الأمريكيين الأفارقة و9.14% من الأمريكيين الأصليين و0.40% من الأمريكيين ذوي الأصول الآسيوية و0.05% من سكان جزر المحيط الهادئ و41.24% من الأعراق الأخرى و3.39% من عرقين مختلطين أو أكثر و81.24% من الهسبانيون أو اللاتينيون من أي عرق.
بلغ عدد الأسر 1,810 أسرة كانت نسبة 40.7% منها لديها أطفال تحت سن الثامنة عشر تعيش معهم، وبلغت نسبة الأزواج القاطنين مع بعضهم البعض 34.9% من أصل المجموع الكلي للأسر، ونسبة 20.5% من الأسر كان لديها معيلات من الإناث دون وجود شريك، بينما كانت نسبة 6.7% من الأسر لديها معيلون من الذكور دون وجود شريكة وكانت نسبة 37.8% من غير العائلات. تألفت نسبة 31.9% من أصل جميع الأسر من عدة أفراد يعيشون في نفس المنزل ونسبة 11.2% كانت تتألف من شخص يعيش بمفرده يبلغ من العمر 65 عاماً أو أكثر. وبلغ متوسط حجم الأسرة المعيشية 2.94، أما متوسط حجم العائلات فبلغ 3.83.
بلغ العمر الوسطي للسكان 30.9 عاماً. وكانت نسبة 30.9% من القاطنين تحت سن الثامنة عشر، وكانت نسبة 9.9% بين الثامنة عشر والرابعة والعشرين عاماً، ونسبة 25.9% كانت واقعةً في الفئة العمرية ما بين الخامسة والعشرين والرابعة والأربعين عاماً، ونسبة 20.2% كانت ما بين الخامسة والأربعين والرابعة والستين، ونسبة 10% كانت ضمن فئة الخامسة والستين عاماً فما فوق. يوجد لكل 100 أنثى 106.7 ذكر، ويوجد لكل 100 أنثى في الثامنة عشر من عمرها فما فوق 106.8 ذكر.
بلغ متوسط دخل الأسرة في المدينة 14,587 دولارًا، أما متوسط دخل العائلة فبلغ 17,614 دولارًا. وكان متوسط دخل الذكور 20,504 دولارًا مقابل 14,575 دولارًا للإناث. وسجل دخل الفرد الخاص بالمدينة 8,920 دولارًا. وكانت نسبة 43.5% من العائلات ونسبة 46.5% من السكان تحت خط الفقر، وكان من هؤلاء نسبة 61.3% تحت سن الثامنة عشر ونسبة 36% في الخامسة والستين من العمر وما فوق.

### تعداد عام 2010
بلغ عدد سكان ساوث توكسون 5,652 نسمة بحسب تعداد عام 2010، وبلغ عدد الأسر 1,827 أسرة وعدد العائلات 1,158 عائلة مقيمة في المدينة. في حين سجلت الكثافة السكانية 2,124.8 نسمة لكل كيلومتر مربع (5,503.2/ميل2). وبلغ عدد الوحدات السكنية 2,137 وحدة بمتوسط كثافة قدره 803.4 لكل كيلومتر مربع (2,080.8/ميل2).
وتوزع التركيب العرقي للمدينة بنسبة 45.28% من البيض و3.03% من الأمريكيين الأفارقة و10.70% من الأمريكيين الأصليين و0.78% من الأمريكيين ذوي الأصول الآسيوية و0.11% من سكان جزر المحيط الهادئ و36.15% من الأعراق الأخرى و3.96% من عرقين مختلطين أو أكثر و78.47% من الهسبانيون أو اللاتينيون من أي عرق.
بلغ عدد الأسر 1,827 أسرة كانت نسبة 39.7% منها لديها أطفال تحت سن الثامنة عشر تعيش معهم، وبلغت نسبة الأزواج القاطنين مع بعضهم البعض 29.9% من أصل المجموع الكلي للأسر، ونسبة 24% من الأسر كان لديها معيلات من الإناث دون وجود شريك، بينما كانت نسبة 9.4% من الأسر لديها معيلون من الذكور دون وجود شريكة وكانت نسبة 36.6% من غير العائلات. تألفت نسبة 28.4% من أصل جميع الأسر من عدة أفراد يعيشون في نفس المنزل ونسبة 9.3% كانت تتألف من شخص يعيش بمفرده يبلغ من العمر 65 عاماً أو أكثر. وبلغ متوسط حجم الأسرة المعيشية 2.93، أما متوسط حجم العائلات فبلغ 3.67.
بلغ العمر الوسطي للسكان 32.1 عاماً. وكانت نسبة 29.9% من القاطنين تحت سن الثامنة عشر، وكانت نسبة 10.3% بين الثامنة عشر والرابعة والعشرين عاماً، ونسبة 25.5% كانت واقعةً في الفئة العمرية ما بين الخامسة والعشرين والرابعة والأربعين عاماً، ونسبة 23.4% كانت ما بين الخامسة والأربعين والرابعة والستين، ونسبة 10.8% كانت ضمن فئة الخامسة والستين عاماً فما فوق. وتوزع التركيب الجنسي للسكان بنسبة 52.5% ذكور و47.5% إناث.

## وصلات خارجية
- http://www.southtucson.org/